# داريوس بارنيس
داريوس بارنيس (بالإنجليزية: Darrius Barnes)‏ (24 ديسمبر 1986 برالي في الولايات المتحدة - ) هو لاعب كرة قدم أمريكي في مركز الدفاع. لعب مع نيو إنجلاند ريفولوشن وNorth Carolina FC U23 ‏.

## روابط خارجية
- داريوس بارنيس على موقع الدوري الأمريكي (الإنجليزية)
- داريوس بارنيس على موقع قاعدة بيانات كرة القدم.إي يو (الإنجليزية)
- داريوس بارنيس على موقع AS.com (الإسبانية)